# Phoxinellus pseudalepidotus
Phoxinellus pseudalepidotus (лат.) — вид лучепёрых рыб рода Phoxinellus семейства карповых (Cyprinidae). Впервые описан ихтиологами Ниной Г. Богуцкой и П. Зупанчичем в 2003 году.

## Распространение, среда обитания
Эндемик Боснии и Герцеговины. Phoxinellus pseudalepidotus и Telestes dabar — единственные виды рыб и вообще единственные позвоночные, эндемичные для этой страны. Обитает в бассейне реки Неретва, в мелких медленных протоках с чистой водой.

## Описание
Пресноводная бентопелагическая рыба. Длина обычно в пределах 5—5,2 см, у отдельных экземпляров достигает 10,3 см. Средняя линия тела от глаз до хвоста (включая спину и бока) окрашена в тёмный оттенок. Большая часть тела, исключая некоторые части в областях боков и головы, покрыта чешуёй. Позвонков 38—40. Морда округлённая, рот с 4—5 глоточными зубами.

## Замечания по охране
Вид считается уязвимым («vulnerable») согласно данным Международного союза охраны природы. Он не считается редким, однако ареал его распространения сильно ограничен. Предполагается, что организация заповедника в районах распространения рыбы может снизить риски её исчезновения.